# Portrait de Moïse Kisling
Le Portrait de Moïse Kisling est une peinture à l'huile sur toile (37 × 29 cm), réalisée en 1915 par le peintre italien Amedeo Modigliani.
Il est conservé dans la Pinacothèque de Brera à Milan.

## Description
Il s'agit du portrait du peintre Moïse Kisling, Juif d'origine polonaise, réalisé probablement en 1915 lors de son  retour à Paris, après avoir été réformé de la Légion étrangère à la suite de blessures de guerre.
Dans les années 1920, Moise Kisling  acquiert un terrain où il  fait construire une maison a Sanary  devant la mer ; à son retour des USA, il entreprend la construction de son atelier juste à côté de sa première maison. Moise Kisling eut deux garçons, Jean aviateur et Guy industriel du béton, et une fille (avec une descendance) ; Guy Kisling  eut deux enfants, Jean-Pierre Kisling (célibataire)  et Michel Kisling (marié) ; ils ont conservé la propriété, on ne leur connait aucune descendance.
On remarque ici nettement l'influence du courant cubiste sur ce tableau exécuté par Modigliani  à qui Moise Kisling a payé son  enterrement et a moulé son masque mortuaire ; Moise Kisling n'a fait que très peu de tableaux dits cubistes, il peignait ce qu'il voyait, son œuvre est importante  avec plus de 5 000 tableaux et dessins éparpillés dans le monde entier.